# Жинши
Жинши (фр. Ginchy) насеље је и општина у североисточној Француској у региону Пикардија, у департману Сома која припада префектури Перон.
По подацима из 2011. године у општини је живело 66 становника, а густина насељености је износила 11,15 становника/km². Општина се простире на површини од 5,92 km². Налази се на средњој надморској висини од 154 метара (максималној 157 m, а минималној 85 m).

## Демографија
| 1962. | 1968. | 1975. | 1982. | 1990. | 1999. | 2011. |
| ----- | ----- | ----- | ----- | ----- | ----- | ----- |
| 83    | 86    | 69    | 64    | 60    | 56    | 66    |

График промене броја становника у току последњих година